# Nikos Kotzias
Nikos Kotzias (grego Νίκος Κοτζιάς, Atenas, 19 de novembro de 1950) é um reconhecido intelectual, politólogo e politico grego. Desde 27 de janeiro de 2015 é Ministro do Exterior no Governo Tsipras.

## Vida
Desde a sua juventude, Nikos Kotzias fez parte da Juventude Lambrakis. Foi membro da Juventude Comunista da Grécia (KNE) durante a ditadura militar grega. Fugiu para a Alemanha, onde foi secretário da Associação dos Estudantes Gregos na Alemanha, e ativo na coordenação das organizações estudantis anti-ditadura. Mais tarde, foi membro do Comitê Central do Partido Comunista da Grécia (KKE). Foi várias vezes condenado por tribunais militares.
Kotzias estudou Economia e Ciências Políticas em Atenas e em Gießen (Alemanha). Trabalhou como cientista na Universidade de Harvard, Universidade de Oxford e Universidade de Marburg. Em Marburg, foi presidente da FEG (Grupo de Pesquisa das Comunidades Europeias).
De 1993 a 2008, trabalhou para o serviço diplomático do Ministério das Relações Exteriores da Grécia, sendo embaixador desde 2005. Esteve envolvido nas negociações sobre o Tratado de Amesterdão, a Agenda 2000, as relações greco-turcas e nos trabalhos da Constituição Europeia.
A partir de 2008, foi professor de "Teoria Política de Estudos Internacionais e Europeus", na Universidade de Pireu. Além de inúmeras outras publicações, escreveu 24 livros científicos, assim como uma coleção de poemas.
Durante seus estudos na Alemanha, Kotzias se casou com uma colega estudante alemã, falando fluentemente alemão.